# Hugo Aisemberg
Hugo Aisemberg (Buenos Aires, 1938) è un musicista, compositore e arrangiatore argentino.
- Nasce a Buenos Aires da una famiglia ebrea di Odessa emigrata in Argentina scappando dalle persecuzioni dello Zar.
- Vince una borsa di studio del Governo ungherese e frequenta per due anni l'Accademia di Musica Franz Liszt di Budapest.
- (1966) Suona per la prima volta nella storia opere di Astor Piazzolla in concerti di musica classica .
- Dal (1971) risiede in Italia ed insegna per 30 anni pianoforte classico presso il Conservatorio G. Rossini di Pesaro.
- (1987) Fonda il Gruppo Strumentale Novitango suonando in tutto il mondo collaborando con prestigiosi musicisti, cantanti, ballerini ed attori.
- Fonda l'Associazione Culturale Astor Piazzolla, con sede a Ferrara; Presidente onorario Laura Escalada Piazzolla, moglie del compositore,  centro archivio e documentazione.
- Nel (1994) riceve un premio dal Governo Argentino per riconoscimento dell'intensa attività di divulgazione della Cultura Argentina, si esibisce in concerto alla Casa Rosada di Buenos Aires.
- Nel (1999) e nel (2000), con delega del Governo Italiano, con il gruppo musicale Novitango è Ambasciatore della Cultura Italiana in Sudamerica.
- Nel (2009) partecipa al “8° Cumbre Mundial del Tango” a Bariloche, Patagonia/Argentina.
- Ha suonato al Parco della Musica di Roma, al Pantheon, a Piazza di Spagna in occasione delle celebrazioni per il Bicentenario della nascita dell'Argentina.
- Nel (2011) e nel (2014) ha suonato come solista alla Philharmonie di Berlino con la Deutsches Kammerorchester Berlin Philhamoniker brani di Astor Piazzolla per pianoforte e orchestra sotto la direzione dei Maestri Gabriel Adorjan e Juan Lucas Aisemberg rispettivamente.
- Ha suonato al Teatro Comunale Claudio Abbado di Ferrara, Teatro Rossini di Pesaro, Jazz Club di Ferrara, al Ravenna Festival ed al Festival del Tango di Barcellona.
- Nel (2013) nell'ambito della Festa del Libro Ebraico in Italia ha realizzato al Teatro Comunale Abbado di Ferrara con il violista Juan Lucas Aisemberg il Recital El Tango, una historia con judios, eseguendo musiche di compositori ebrei, europei ed argentini, evento ripetuto a Berlino in occasione delle celebrazioni della Shoah.
- Nel (2014) è stato invitato al Convegno “Discorsi delle arti, discorsi della psicoanalisi” svoltosi a Iseo (15/16 Marzo 2014) a realizzare il Recital “Nostalgia y Tango” in duo con il violoncellista Leonardo Sapere.
- Nel (2025) riceve il premio FaiTango durante la 37° edizione del Festival del Timavo Gorizia.

## Discografia
- Solo Tango (1998)